# Rite cistercien
Le rite cistercien est un rite liturgique catholique spécifique à l'ordre cistercien. 
Il correspond à une manière particulière de célébrer la messe et les sacrements. Inspiré de la règle de Saint Benoît et du rite gallo-romain de la province de Lyon, il est composé au début du XIIe siècle et perdure jusqu’au concile Vatican II après lequel ne persistent que quelques usages particulier. Il fait partie des rites latins monastiques comme le rite carmélite, prémontré, dominicain ou cartusien.

## Historique
En 1098, Robert de Molesmes et quelques compagnons quittent leur abbaye pour une nouvelle fondation qu’ils établissent dans une zone marécageuse au sud de Dijon recouverte de cistels (roseau) qui donneront leurs noms à la future abbaye : Cîteaux. Leur objectif est de revenir à la règle de Saint Benoît. Ce désir de retour aux sources et d’authenticité se retrouve dans leur liturgie, qu’ils veulent la plus proche possible de celle décrite par saint Benoît dans sa règle ; ils cherchent la sobriété, refusent ce qui leur semble être des ajouts à l’intuition initiale.
En quittant l’abbaye Notre-Dame de Molesme, ils emportent avec eux un psautier et un « bréviaire » contenant le déroulement des différentes célébrations liturgiques, qu’ils recopient. Ce document présentait, probablement, pour l’office, l’usage de la règle de saint Benoît augmenté des additions admises à l’abbaye de Cluny, et pour la messe, le rite gallo-romain de la province de Lyon.
Dès l’an 1100, la réforme cistercienne est reconnue par le pape Pascal II, les cisterciens se lancent alors dans la rédaction de constitutions et l’application de l’esprit de leur réforme aux livres liturgiques. 
Ils retirent aux textes des offices tout ce qui leur paraît ajouté, réduisent le sanctoral au minimum, ils envoient à Milan les hymnes ambrosiennes pour les faire vérifier et comparent les versions latines de l’écriture aux versions en hébreu en faisant appel à des Rabbins. Ces transformations firent réagir, certains comme Abélard les trouvant déplacées. Au XIIe siècle, une nouvelle réforme atténuera la première.
Les livres liturgiques cisterciens sont constitués vers 1118 au moment où est rédigée la Carta Caritatis, qui demande aux abbayes cisterciennes d’utiliser des livres conformes aux usages de Cîteaux.
Il reste un témoignage de ces usages dans le manuscrit-type ms 114 (82) de la bibliothèque de Dijon.
Au cours des siècles, le sanctoral se développe malgré les réticences de l’ordre. Par exemple, en 1175, on ajoute les messes de saint Bernard de Clairvaux, en 1222 celles de saint Robert de Molesme.
Au cours du concile de Trente, le pape Pie V décrète l’emploi universel du missel et du bréviaire romain, en exemptant les rites de plus de deux cents ans d’existence, les cisterciens ne furent donc pas concernés. Pourtant au cours du XVIe siècle quelques monastères utilisent le rite romain.
Au début du XVIIe siècle, un nouveau bréviaire et un nouvel Ordo Missae sont adoptés pour qu’ils soient en accord avec les livres liturgiques romains ce qui créa une certaine confusion jusqu’à la publication en 1656 et 1657 d’un nouveau bréviaire et d’un nouveau missel par Dom Claude Vaussin abbé général de l’ordre. En 1689, son successeur publie le rituel. Ces trois livres sont acceptés majoritairement dans l’ordre de Cîteaux et en 1869 la Sacrée Congrégation des Rites en approuve l’usage.
Depuis le concile Vatican II, les Cisterciens ont choisi de célébrer le rite Romain. Ils gardent cependant leur propre liturgie pour les offices des heures et leur propre hymnaire ainsi que certains usages. Le Siège apostolique leur accorde un Calendrier propre (1972 et 1973), en 1972 également est publié l’Ordo Cisterciensis et Ordo Cisterciensis Strictioris Observantiae, en 1995 sont accordées les Variations pour le Rituel de l'onction des malades, le Rituel de l'admission des frères et sœurs et le Rituel des funérailles. Finalement en 2004 est publié en français le rituel contenant l’ensemble des rituels et des usages cisterciens. On y trouve le calendrier, l’office divin, le missel, le rituel (contenant le rituel de la réconciliation, de l'onction des malades, de l'admission des Frères et des Sœurs, de la profession temporaire, solennelle, de l'oblature et le Rituel des funérailles).

## Caractéristiques

### Messe
Le rite primitif revêt une grande sobriété, les croix doivent être de bois, l’or n’est accepté que pour les vases sacrés. Sur l’autel, on ne dispose qu’un candélabre de fer et deux pour les fêtes. Les chasubles sont de laine ou de lin mais pas de soie. Il n’y a ni chapes ni dalmatiques et aucune broderie sur les nappes d’autel. 
Pour la messe fériale, le prêtre n’est assisté que d’un seul ministre en aube. Pour les fêtes, le degré de solennités varie, les fêtes chômées avaient deux messes, la première après prime, la seconde plus solennelle, après tierce ayant un propre pour chacune. Certaines fêtes majeures sont appelées « fêtes de sermon » parce que ce jour-là on fait un sermon au chapitre. 
Du déroulement de la messe, voici quelques exemples de particularité du rite : c’est le diacre qui termine l’encensement de l’autel commencé par le prêtre. Les ministres aussi se lavent les mains après le prêtre. Il n’y a pas de grande élévation à la consécration jusqu’en 1232. 

### Heures
Fidèle à leur désir de retour aux sources, l’Office cistercien suit la règle de saint Benoît. Pour les fêtes, seules les matines sont différentes des jours de férie, à laudes et à vêpres, on dit les psaumes de la férie. Les trois derniers jours de la semaine sainte, on suit le rituel de la férie avec le Gloria Patri à la fin des psaumes. 
L’antienne du Salve Regina est utilisée très tôt par les Cisterciens, elle se retrouve d’abord comme antienne du Benedictus ou du Magnificat pour les fêtes de la Vierge les plus importantes, plus tard elle sera reprise comme antienne finale. Très tôt, un petit office à la Vierge dit de « Beata » est prévu en récitation privée, on le retrouve plus tard intégré à la liturgie.

### Réforme moderne
Le rituel de 2004 conserve certains de ces usages. Par exemple le rituel précise que les monastères cisterciens utilisent le nouveau Missel romain, en tenant compte du calendrier Cistercien et de certains éléments particuliers provenant de la tradition cistercienne et que l'on peut librement insérer. On y trouve par exemple : l’inclination profonde au lieu de la génuflexion, le grand signe de croix à l'Évangile ou l'usage ancien de préparer le vin et l'eau dans le calice avant de les porter à l'autel.